# أحمد السلمان (مطرب)
أحمد السلمان (1932 - 20 سبتمبر/ أيلول 2023) هو مطرب عراقي، قدم أول أغانيه السياحية عام 1955 بعنوان «يللا ويانا.. للمصيف يلا». كان مهتمًا بالأغاني الشعبية والتراثية والسياحية، حتى لقب بـ«رائد الأغنية السياحية». يعد من رواد الأغاني البغدادية خلال ستينيات وسبعينيات القرن العشرين. قال عنه فلاح الخياط «إن الغالبية ظنوا ان أحمد سلمان عمل على الأغنية السياحية فقط ولكن عن لسان أحمد سلمان نفسه سنجده عمل على الأغنية العاطفية والوصفية والخاصة بالأطفال والوطنية والدينية، وقد قدم الفنان كل هذه الأغاني التي هي بحدود 500 أغنية خلال الستين عاماً التي أمضاها في الفن وغنى منها 150 أغنية ،أما البقية منها فأعطاها لمطربين آخرين».

## حياته
ولد أحمد السلمان في عام 1932. قدم والده من مدينة الموصل واستقر مع عائلته في الشورجة ببغداد. بدأ الغناء في سن العاشرة من عمره هاوياً، ثم بدأ يُلحن عندما أرسله والده للدراسة في لبنان، على أمل ان يتخصص في الطب، ولكنه أحب الغناء والطرب وعاد وفي إحدى يديه آلة العود، ثم بدأ الغناء عام 1948 في إحدى البرامج الترفيهية عن الجيش العراقي، حيث غنى أغنية وطنية بعنوان «يلا بنا القدس نادت علينا»؛ أما أول أغنية عاطفية له فكانت بعنوان «يا حلوة يا بنت الجار». تغنى بالموصل وشلالات شمال العراق، ونهر دجلة ومياهه.

## أغانيه
- يلا ويانا.. للمصيف يلا.
- ميك يا دجلة.
- الحلو منو.
- يا حلوة يا بنت الجار.
- يللا بنا القدس نادت علينا.